# Chiến tranh Thục – Ngụy (263–264)
Chiến tranh Thục-Ngụy (263-264) hay chiến dịch Tào Ngụy diệt Thục Hán là cuộc chinh phạt nhà Thục Hán của nhà Tào Ngụy (mà quyền hành đang nằm trong tay của họ Tư Mã) diễn ra vào năm 263 Công nguyên. Trong chiến dịch này, quân Ngụy dưới sự chỉ huy của hai viên đại tướng là Chung Hội và Đặng Ngải đã chiếm được Thành Đô, thủ đô của Thục Hán. Hậu chủ Lưu Thiện đầu hàng, đánh dấu sự sụp đổ hoàn toàn của nhà Thục Hán. Chiến dịch này được ghi nhớ bởi chiến lược vòng qua Âm Bình Sơn, tập kích thành đô của Đặng Ngải và sau đó là cuộc binh biến của Chung Hội và thắng lợi cuối cùng thuộc về Tư Mã Chiêu.

## Kế hoạch của Ngụy
Nhận thấy thời cơ phạt Thục đã thích hợp, Tư Mã Chiêu cử hai viên đại tướng là Chung Hội và Đặng Ngải tiến đánh nước Thục. Ông ta nắm chắc ý đồ rằng Chung Hội và Đặng Ngải làm phản vẫn nằm trong tầm kiểm soát của mình. Lúc đầu Tư Mã Chiêu định cử một mình Chung Hội sang đánh Thục nhưng thuộc hạ là Thiệu Để xin gặp và tâu rằng: "Thần cho rằng tài năng của Chung Hội chưa đủ tầm cỡ để đảm nhiệm chức thống soái chỉ huy 10 vạn đại binh đi chinh phạt nước Thục, chỉ e rằng xảy ra chuyện khó lường trước, mong đại vương hãy xem xét lại việc chọn người".
Tư Mã Chiêu trả lời rằng:

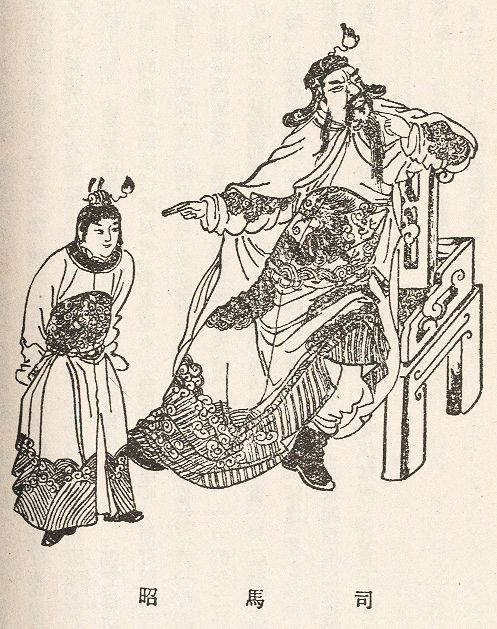
Quyết sách đánh Thục của Tư Mã Chiêu

"Chẳng nhẽ ta lại không biết điều đó hay sao, chính nước Thục đã dấy cơn binh lửa gieo rắc tai họa cho thiên hạ, khiến trăm họ phải lầm than nay ta đem quân đi thảo phạt nước Thục, thắng lợi chắc chắn nằm trong tầm tay. Thế mà nhiều người lại can ngăn rằng không thể đánh Thục. Khi người ta đã chần chừ do dự hoặc sợ hãi thì trí thông minh và dũng khí đều bị tiêu tan hết. Nếu không có trí thông minh và lòng dũng cảm thì ngay cả khi phải miễn cưỡng ra đi chắc chắn cũng không thể giành thắng lợi, chỉ chuốc lấy thất bại trở về mà thôi. Chỉ riêng có Chung Hội chủ kiến giống ta, vậy ta cử Chung Hội đi chắc chắn sẽ tiêu diệt được nước Thục, sau khi diệt Thục, cho dù có chuyện xảy ra mà khanh lo ngại thì cũng sẽ chẳng làm được gì. Tướng bại trận còn mặt mũi nào ngồi đàm đạo về lòng dũng cảm với ông ta, các đại phu để mất nước, còn gì để bàn bạc chuyện giữ nước, vì bọn họ đã sợ đến vỡ mật rồi. Khi Tây Thục đã bị công phá, những người còn trụ lại cũng hoảng hốt lo sợ, không còn tâm trạng nào mà ngồi trù tính chuyện khởi sự với ông ta. Tướng sĩ vùng Trung Nguyên ai cũng canh cánh nhớ quê nhà, còn lòng dạ nào mà đồng tâm hiệp lực với ông ta nữa. Cứ cho là họ giấy loạn, thì bất quá cũng là tự chuốc lấy cái họa tru di tam tộc đấy thôi. Như vậy khanh chẳng phải cần lo nghĩ nhiều về chuyện này làm gì, có điều chớ có nói lại những điều ta vừa nói với người khác là được rồi".
Như vậy, vào năm 263, quyền thần Tư Mã Chiêu sau khi dẹp bỏ hầu hết các lực lượng chống đối bèn tính việc đánh Thục, sai Chung Hội và Đặng Ngải chia đường tây tiến.

## Diễn biến

### Hai bên giao tranh

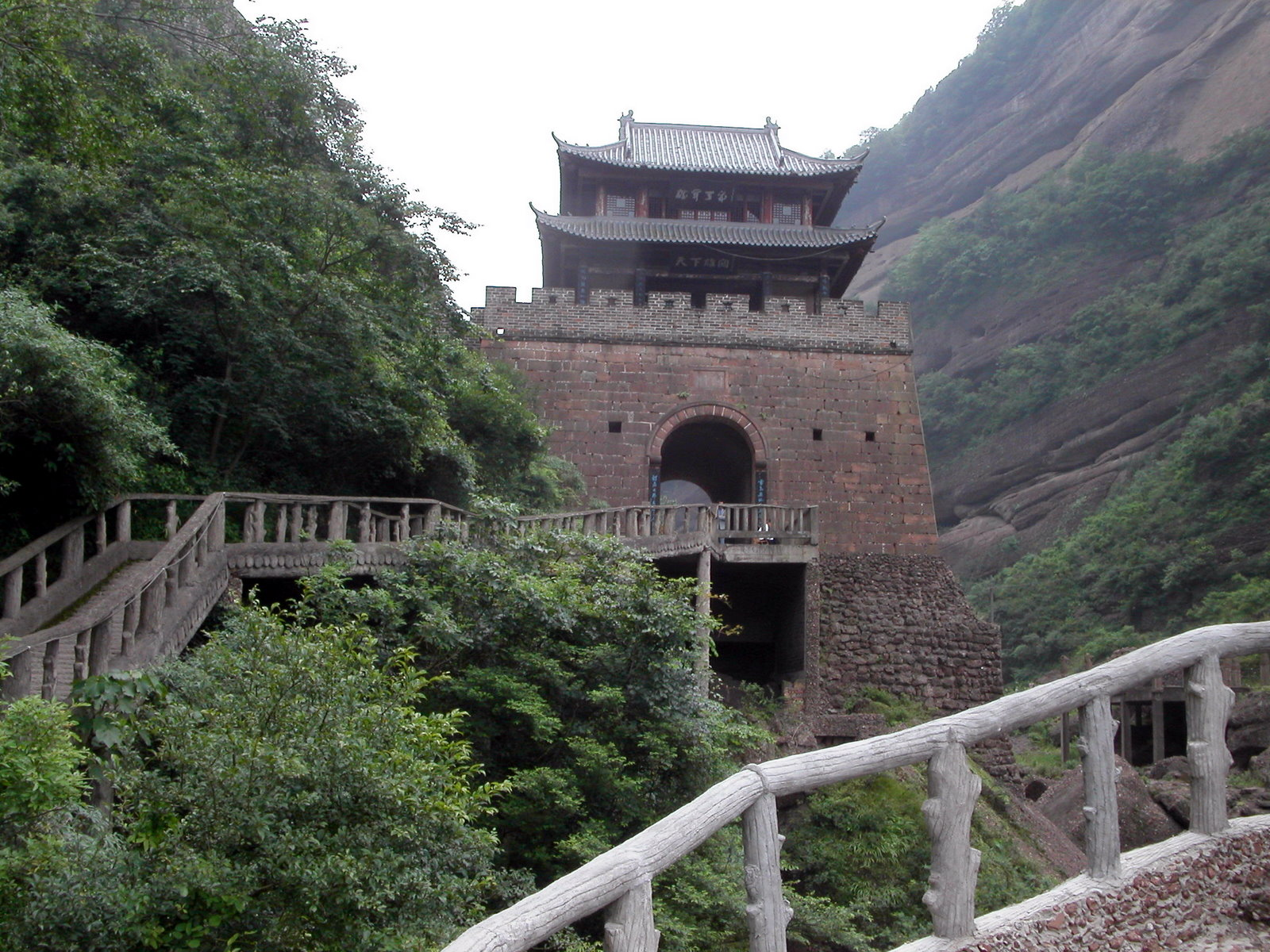
Phòng tuyến của quân Thục

Quân Ngụy do Chung Hội và Đặng Ngải thống lĩnh tiến quân vào đất Thục. Đoàn quân Ngụy chia làm hai, một cánh do Chung Hội dẫn đầu đánh trực diện, cánh kia cho Đặng Ngải thống lĩnh đánh vu hồi, bọc sau lưng quân Thục. Khương Duy ở Đạp Trung được tin, bèn viết biểu về triều, đề nghị Lưu Thiện điều động Trương Dực, Liêu Hóa bảo vệ Dương An và Âm Bình. Nhưng Lưu Thiện tin theo Hoàng Hạo, không nghe theo những tờ thư của ông, nên quân Thục không được điều động đi phòng thủ.
Khương Duy nghe tin 2 cánh đại quân Chung Hội, Đặng Ngải tiến vào, bèn lui về phía đông, trên đường rút lui ông bị Đặng Ngải truy kích. Lúc đó Gia Cát Tự cũng chiếm được Vũ Đô, đến gần Âm Bình, cắt đường rút lui của ông. Ông bị dồn vào Khổng U Cốc. Ông dùng mưu lừa Gia Cát Tự, đốt đầu phía bắc cầu Âm Bình, Tự vội chạy qua phía bắc để chặn, ông bèn mau chóng qua cầu mà sang. Khương Duy gặp viện binh của Liêu Hóa. Ông lệnh cho Liêu Hóa ở lại Âm Bình chống quân Ngụy, còn mình mang quân ra đánh Chung Hội.
Khi Đặng Ngải sắp kéo đến Đạp Trung, Chung Hội sắp tiến vào Lạc Cốc, triều đình Thục Hán mới cho Trương Dực, Đổng Quyết dẫn quân tới Dương An lập trại tiếp ứng. Liêu Hóa tiến đến Âm Bình, nghe tin tướng Ngụy là Gia Cát Tự đến Đình Uy, nên dừng lại chờ đón đánh. Hội tấn công dữ dội vào Hán Trung và Lạc Thành. Tướng giữ ải Dương Quan là Tưởng Thư đầu hàng, để mặc phó tướng Phó Thiêm tử trận. Hội tấn công Lạc Thành không hạ được, nhưng lại nghe tin một cánh quân của mình đã chiếm được Quan Khẩu nên theo đường đó tiến vào.
Khương Duy, Liêu Hóa bỏ Âm Bình rút lui, gặp Đổng Quyết và Trương Dực vừa kéo đến Hán Thọ. Ông cùng các tướng họp quân rút về Kiếm Các cầm cự với Chung Hội. Lúc này Chung Hội viết thư dụ hàng Khương Duy. Ông không trả lời mà lập trại bố phòng. Hai bên giữ nhau khá lâu, quân Ngụy đi đánh đường xa, vận chuyển lương thảo khó khăn nên Hội bị thiếu lương. Chung Hội lo sợ xảy ra bất trắc nên toan tính chuyện rút quân.

### Tập kích Âm Bình
Lúc bấy giờ tướng Ngụy Chung Hội đương đối chiến với tướng nhà Thục Hán là Khương Duy ở Kiếm Các. Nhận thấy quân Thục kháng cự quyết liệt và trong khi Chung Hội bắt đầu nản chí thì Đặng Ngải lại đi tắt theo đường núi Âm Bình, vượt qua Cảnh Cốc. Đặng Ngải đã đem quân đi lẻn về phía Âm Bình Sơn, một vùng núi non hiểm trở mà quân Thục không phòng bị. Quân Ngụy ra khỏi 800 dặm đường núi hoang vắng, xuống đồng bằng đánh thành Miên Trúc. Tướng Thục Hán là Gia Cát Chiêm (con trai cố thừa tướng Gia Cát Lượng) đem quân đánh chặn ở ải Miên Trúc nhưng bại trận, ông và con trai là Gia Cát Thượng đều tử trận. Đặng Ngải đem quân tiến thẳng tới Thành Đô, chúa nước Thục là Lưu Thiện phải ra hàng. Có thể nói nếu không có Đặng Ngải đem theo một cánh kỳ binh đi đường Âm Bình để đánh úp Thành Đô thì chưa biết bao giờ nước Thục lại bị bại vong, sau khi vào bên trong Thành Đô thì Đặng Ngải từ trong đánh ra, Chung Hội từ bên ngoài đánh vào, hình thành hai mũi giáp công nhanh chóng tiêu diệt nước Thục.
Khi biết Lưu Thiện định ra hàng, con trai ông là Bắc Địa Vương Lưu Thầm tức giận nói: "Nếu như lý đuối lực tàn, hoạ hoạn khó tránh, dù cho cha con vua tôi dựa lưng vào tường thành mà đánh một trận, chết cùng xã tắc, cũng có thể gặp mặt Tiên Đế vậy". Lưu Thiện không chấp thuận. Hôm ấy, Lưu Thầm khóc trong Chiêu Liệt miếu, rồi trước giết vợ con sau tự sát chết. Tả hữu không ai không rơi lệ khóc.
Kim Thánh Thán trong Thánh Thán ngoại thư (in kèm bản Tam quốc diễn nghĩa của Mao Tôn Cương) có lời khen ngợi Lưu Thầm:
Vũ hầu (Gia Cát Lượng) có con trung dũng, lại thêm có cháu trung liệt. Đời cho như vậy là Vũ hầu không chết. Tiên Chủ (Chiêu Liệt Đế Lưu Bị) tuy không có con anh hùng, nhưng có cháu (Bắc Địa vương Lưu Thầm) khảng khái, cháu thay cho con, đời cũng cho là Tiên chúa không chết. Nếu Hậu chúa Lưu Thiện cũng có khí phách như Bắc Địa vương thì có thể nuốt Ngô diệt Ngụy. Nhà Hán đâu đến nỗi bại vong? Khi Thành Đô thất thủ, Lưu Lưu Thầm biết uất ức vì cha mà chết, lại khiến ta thấy cái di phong của Chiêu Liệt Đế. Ôi! Nhà Thục Hán mất rồi, nhưng ta vẫn thấy rờ rờ có sinh khí hơn các triều đại khác.
Nhà Tây Hán mất ở cậu bé con Lưu Anh (Nhụ tử Anh). Nhà Đông Hán mất ở vua Hiến Đế. Nhưng việc mất ngôi chỉ im lìm, chứ không có gì chấn động. Đến khi mà Thục Hán mất, Lưu Thiện tuy hèn, nhưng có con là Bắc Địa vương biết chết vì trung hiếu. Đó là suy vong mà vẫn có sinh sắc vậy.
Khi nhà Tây Hán mất ngôi có Vương hoàng hậu biết mắng Vương Mãng. Khi nhà Đông Hán mất ngôi có Tào hoàng hậu biết mắng Tào Phi. Hai người đó mới biết mắng gian thần, chứ chưa biết chết để nêu gương trung liệt. Duy lúc nhà Thục Hán mất ngôi, có Bắc Địa vương "biết chết", rồi Thôi phu nhân cũng "biết chết". Hai chữ "năng tử" đủ làm "sinh sắc" cho Hán triều vậy.

## Hậu chiến

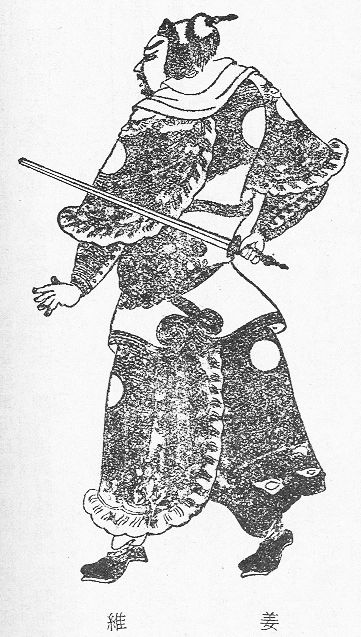
Khương Duy không ngăn được sự sụp đổ của triều Thục

Sau khi thu phục được nhà Thục, nội bộ giữa Chung Hội và Đặng Ngải lại mâu thuẫn. Chung Hội trình tấu cho Tư Mã Chiêu biết Đặng Ngải có dấu hiệu phản bội, Tư Mã Chiêu lập tức chỉ huy ba quân tiến về Tây Thục. Thiệu Để tâu rằng: "Số quân dưới trướng của Chung Hội nhiều gấp năm sáu lần cánh quân do Đặng Ngải chỉ huy, chỉ cần ra lệnh cho Chung Hội bắt Đặng Ngải là dẹp yên được, không cần đại vương phải đích thân cầm quân xung trận".
Tư Mã Chiêu trả lời rằng: "Khanh quên mất những lời nói của mình trước đây rồi sao. Nay sao lại khuyên ta không nên cầm quân đi. Cho dù vậy nhưng ta vẫn phải giữ điều tín nghĩa với người khác. Gần đây trung hộ quân Giả Sung có báo với ta rằng có phải Đại vương có ý nghi ngờ Chung Hội không?. Ta đã trả lời "Nếu bây giờ ta cử khanh đi lại có nghĩa là ta đã nghi ngờ khanh sao?. Cứ cần ta đến Trường An thì mọi việc sẽ thu xếp đâu vào đấy cả". Sau khi nghe Chung Hội mật báo Đặng Ngải có triệu chứng mưu phản, Tư Mã Chiêu đã thống lĩnh đại binh đi, thực chất thâm ý của Tư Mã Chiêu không nhằm đối phó với Đặng Ngải mà thực chất là nhằm đối phó với Chung Hội.
Khi Tư Mã Chiêu dẫn quân đến Trường An thì biết rằng mọi chuyện diễn ra đúng như kế hoạch của ông này. Chung Hội và Đặng Ngải đã mâu thuẫn và tàn sát lẫn nhau. Tuy Tư Mã Chiêu biết rằng Chung Hội và Đặng Ngải nhất định sẽ làm phản nhưng vẫn giao binh quyền cho họ tiến đánh Tây Thục. Sau khi thành công cả hai đều có bụng làm phản, thế là họ khống chế lẫn nhau. Chung Hội đã bắt sống Đặng Ngải, rồi nghe theo tướng Thục Hán là Khương Duy để tuyên bố làm phản (Khương Duy kích động Chung Hội làm phản, rồi sẽ tìm cơ hội giết chết Chung Hội để khôi phục nhà Thục Hán). Nhưng Chung Hội và Khương Duy sau đó lại bị đám bộ tướng kéo tới giết chết, còn Đặng Ngải thì chết trong đám loạn quân. Vậy là hai người đánh chiếm được Thành Đô nhưng Tư Mã Chiêu là người được hưởng thành quả. Theo dự tính của Tư Mã Chiêu thì ngay trong trường hợp Chung Hội làm phản ở Thành Đô thành công thì Tư Mã Chiêu vẫn không suy suyển vì ngay từ đầu ông này đã nhận định rằng lòng người ở đất Thục không đáng tin cậy, Chung Hội không thể làm nên chuyện lớn ở đó. Kết cục Tư Mã Chiêu đã dẹp yên của phản loạn của Chung Hội và Đặng Ngải đồng thời thâu tóm cả đất Thục.
Mưu kế khôi phục nhà Thục Hán của Khương Duy thất bại, nhưng tấm lòng tận trung vì nước của ông vẫn được đời sau ngợi ca. La Quán Trung có bài thơ viếng Khương Duy như sau:
Anh tài người Ký huyện
Hào kiệt đất Lương Châu
Con cháu dòng Khương Thượng
Học theo lối Vũ hầu
Mật lớn, gan ai địch?
Lòng trung vững một màu
Thương thay khi tự vẫn
Xiết bao nỗi thảm sầu !